# Micralestes comoensis
Micralestes comoensis är en fiskart som beskrevs av Max Poll och Roman, 1967. Micralestes comoensis ingår i släktet Micralestes och familjen Alestidae. IUCN kategoriserar arten globalt som sårbar. Inga underarter finns listade i Catalogue of Life.